# Templarios en la corona de Aragón

## Antecedentes

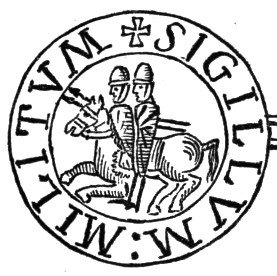
Sello de los Caballeros Templarios que muestra a dos miembros de la orden subidos a un solo caballo, símbolo de su pobreza.

El éxito de la Primera Cruzada se extendió rápidamente por los reinos de Europa. El mismo rey de Aragón, Pedro I, al frente de un numeroso grupo de caballeros hispanos, se disponía a marchar a Palestina, cuando el pontífice les recordó la obligación de defender su propia tierra de los almorávides.
El ideal cruzado llevó al rey Pedro I a sitiar Zaragoza. Antes de abandonar su asedio, en el mes de julio de 1101, fortificó a 5 kilómetros de Zaragoza el lugar de “Deus o vol” (hoy en día, Juslibol), grito de guerra cruzado.
La muerte de Pedro I en 1104 , dicen que de la tristeza que le produjo ver morir a sus dos hijos en 1103, hizo que su hermano, Alfonso I fuera coronado rey de Navarra y Aragón. 
Alfonso I no estaba llamado a ser rey, ya que fue el segundo hijo del segundo matrimonio de su padre, el rey Sancho Ramírez con Felicia de Roucy. Es probable que en su juventud visitara a su familia materna al otro lado de los Pirineos, llegando a tener una fuerte amistad con los que luego serían sus aliados en los campos de batalla como su primo Rotrou III, conde de Perche, y de Gastón de Bearn. De entonces datan también las amistades con Castan y Lope Garcés Peregrino entre otros.
El ideal cruzado que vivió Alfonso I ya desde niño marcó toda su vida y trayectoria como rey. Todas las empresas del monarca estuvieron encaminadas a la toma de Tortosa y Valencia, desde donde podría embarcar sus tropas hacia Jerusalén. Este afán llevó a que más de 25.000 km² fueran reconquistados durante su reinado, ganándose el sobrenombre de “El batallador”.
Zaragoza (Al-Bayda, “La Blanca, La augusta”), pieza clave para conseguir sus objetivos, capituló el 18 de diciembre de 1118, después de que el Papa hubiera proclamado su conquista como una nueva cruzada en el Concilio de Toulouse (1118). A esta empresa contribuyeron caballeros llegados de la Primera cruzada, entre ellos Gastón de Bearn, que había participado en la conquista de Jerusalén. Por su inestimable ayuda, dirigiendo la construcción de máquinas de guerra, fue nombrado señor de Zaragoza por Alfonso I. 
Es probable que en los contactos con Gastón de Bearn, el obispo Esteban de Huesca y Lope Garcés Peregrino (añadió a su denominación la de peregrino tras su estancia en Jerusalén) el monarca tuviera conocimiento de las actuaciones de los monjes guerreros en Palestina, ya que todos ellos habían participado en la Primera cruzada.
Fascinado por estas historias, el rey no dudó en imitar estos movimientos, fundando él mismo Órdenes similares en su reino. En 1122, fundó una Militia Christi, la Cofradía de Belchite, primera orden militar de España, a semejanza de la Milicia de Jerusalén, según carta del Arzobispo Guillermo de Aux, para someter a los sarracenos y abrir un camino a Jerusalén pasando el mar.
Los cofrades y sus bienhechores recibieron beneficios de cruzada. La Militia Christi tuvo otra base en la recién fundada ciudad de Monreal, fundada dos años más tarde que la de Belchite, en 1124. Posteriormente, se le asignó el castro de Belchite, por mano del rey Alfonso VII de Castilla en 1136, quien la llama Militia Caesaraugustana y confirmando a López Sanz como rector de la misma. Esta orden fue integrada en la Orden del Temple por la Concordia de Gerona en 1143.
Muertos frente al enemigo Gastón de Bearn y el Obispo Esteban el 24 de mayo de 1130, la viuda de Gastón, Talesa (prima carnal de Alfonso I), cumple la última voluntad de su marido: dejar a la milicia del Temple, para que pudiera proseguir la reconquista, todas las tierras que tenía en Zaragoza y en Sauvelade. Ya Lope Garcés Peregrino, junto con su esposa, había dejado parte de sus bienes para después de su muerte “al Altar del Santo Sepulcro” y “al hospital de Jerusalén” en 1120.
Alfonso I, preocupado por su sucesión, dictó su primer testamento en el asedio de Bayona en octubre de 1131, e hizo que lo firmaran y acataran la mayor parte de los tenentes del reino. Este testamento fue confirmado el 4 de septiembre de 1134, tres días antes de su muerte.

## Penetración de la Orden del Temple. Testamento de Alfonso I
"…Para después de mi muerte, dejó como heredero y sucesor mío al 
Sepulcro del Señor que está en Jerusalén y a los que lo custodian y sirven allí a Dios; y al Hospital de los pobres de Jerusalén; y al Templo de Salomón con los caballeros que vigilan allí para defender la cristiandad. A estos tres les concedo mi reino. También el señorío que tengo en toda la tierra de mi reino y el principado y jurisdicción que tengo sobre todos los hombres de mi tierra, tanto clérigos como laicos, obispos, abades, canónigos, monjes, nobles, caballeros, burgueses, rústicos, mercaderes, hombres, mujeres, pequeños y grandes, ricos y pobres, judíos y sarracenos, con las mismas leyes y usos que mi padre, mi hermano y yo mismo tuvimos y debemos tener." Fragmento del Testamento de Alfonso I.
La derrota de Fraga y la muerte de Alfonso I produjeron un pánico excepcional en Aragón. La línea fortificada de separación con los musulmanes retrocedió en algunos puntos hasta donde se encontraba en el siglo XI. 
Era impensable que las Órdenes militares pudieran ponerse al gobierno de los reinos de Navarra y Aragón, además de que el testamento de Alfonso I era contrario a las normas jurídicas navarro-aragonesas, ya que las tierras de Aragón, Pamplona, Sobrarbe y Ribagorza eran patrimoniales, por lo que debían pasar a la familia del difunto. Tan solo podía disponer de los acatos como era el caso del Regnum Caesaraugustanum, territorio equivalente al de la antigua taifa de Zaragoza. Por otro lado, perjudicaba también los intereses de la nobleza, ya que chocaba con el usus terrae.
Hay que recordar que el primer testamento data de 1131 y la Orden del Temple recibió sus estatutos en 1128 con lo que sorprende hasta qué punto las cruzadas marcaron la vida del monarca al testar a favor de instituciones tan nuevas. Al igual que el resto de órdenes beneficiadas por el testamento eran extranjeras, no nombró herederas a las órdenes que él mismo había fundado.
El primer resultado de este testamento fue la fragmentación definitiva entre los reinos de Navarra y Aragón. Los navarros se apresuraron a proclamar rey a García Ramírez, descendiente de la monarquía histórica pamplonesa. Por otro lado los aragoneses coronaron a Ramiro II. Dada su condición de monje, para lograr el reconocimiento de los nobles, tuvo que buscar a alguien que ejerciera en su nombre. Los esponsales de su hija Petronila de tan solo dos años con el Conde de Barcelona Ramón Berenguer IV solucionaron el problema.
Ramón Berenguer IV adoptó el título de príncipe de Aragón (el de rey lo mantuvo Ramiro II hasta su muerte) y se apresuró a pactar con las Órdenes beneficiadas por el testamento de Alfonso I.
La Orden del Temple fue la más beneficiada, quizá porque el propio Ramón Berenguer IV se había adherido a la orden, al igual que lo había hecho su padre, Ramón Berenguer III, quien había sido el primer caballero templario de la península ibérica. Mediante la Concordia de Gerona (27 de noviembre de 1143), el Temple renunció a sus derechos a la tercera parte del reino de Aragón a cambio de los castillos de Monzón, Mongay, Chalamera, Barberá, Remolinos y la promesa de Corbins (cuando fuera conquistado) y otros muchos privilegios como la promesa de entregarles la quinta parte de las tierras arrebatadas a los musulmanes. En el mismo acuerdo, la Milita Christi  o Militia Caesaraugustana, que había recibido el castro de Belchite, de manos de Alfonso VII,  fue incorporada al Temple. La concordia fue ratificada mediante Bula de Eugenio III (30 de marzo de 1150) y luego por el papa Adriano IV en 1158.

## Asentamiento de los templarios en la corona de Aragón
Una vez asentados en Aragón, los templarios participaron activamente tanto en la reconquista como en la defensa de las fronteras. Junto con las tropas de Ramón Berenguer IV Conde de Barcelona y príncipe de Aragón sitiaron Tortosa, colaboraron en la ocupación de Lérida y dirigieron el sitio del castillo de Miravet. En Miravet los musulmanes contaban con un rivat o rábita, combatientes islámicos encerrados en un convento fortificado dispuestos a morir antes que a rendirse, al que debe su nombre M´ravit (algunos historiadores creen que estos rivat pudieron ser el precedente de los monjes guerreros cristianos).
Por todas estas actuaciones fueron generosamente recompensados, recibiendo varias posesiones entre las que destaca el castillo de Miravet. Las donaciones, por los servicios prestados, de Ramón Berenguer IV continuaron a lo largo de su vida. A su muerte (1162) se puede afirmar que los templarios estaban plenamente asentados en el reino de Aragón, participando activamente en la vida política del mismo.
Alfonso II, rey de Aragón y conde de Barcelona, continuó desde el año 1163 la ofensiva aragonesa en la margen derecha del río Ebro, conquistando la mayor parte de las actuales tierras turolenses. La colaboración decisiva de los templarios en estas conquistas es nuevamente agradecida por la monarquía aragonesa, recibiendo compensaciones económicas y posesiones como el castillo de Orta de San Juan.
No obstante, Alfonso II, al igual que lo hiciera su antecesor Alfonso I, insistió en formar una milicia netamente aragonesa. Así que cedió al Conde Rodrigo el Señorío de Alfambra, donde fundó en 1174 la Orden de Montegaudio. Esta nueva milicia, que contó pronto con bienes incluso en Palestina, recibió importantes donaciones por parte del monarca aragonés. En 1188 se unirá a la del Hospital del Santo Redentor, fundada en Teruel por Alfonso II, conociéndose como Orden del Santo Redentor de Alfambra. Incorporaron también a sus dominios Castellote y en 1194 el monarca les cedió el desierto de Villarluengo. 
Sin embargo, Alfonso II aprobó en 1196 que todas las posesiones en Aragón recibidas por la Orden de Monte Gaudio pasaran al Temple. Todas estas nuevas posesiones fortalecieron el poder del Temple en la frontera con el reino moro de Valencia. La acción de los monjes guerreros fue decisiva para asegurar la defensa del Reino de Aragón frente a los ataques valencianos.
Alfonso II tuvo un destacado papel en el Midi francés, incorporó a la corona el condado de la Provenza en 1166 y posteriormente ocupó Niza, donde numerosos señores languedocianos le prestaron fidelidad y homenaje.
En el reinado de Pedro II ”El católico”, los fondos de la Corona estaban agotados con lo que recurrió con frecuencia a préstamos tanto de judíos, como a reyes vecinos y templarios para armar sus expediciones. Los vasallos del Midi francés imploraban la protección del rey de Aragón frente a los ataques de los cruzados convocados por el papa Inocencio III para poner fin a la herejía albigense.
La invasión almohade hizo necesaria la intervención de Pedro II,  que acudió a la ayuda de Alfonso VIII de Castilla junto con un ejército formado por gentes ultrapirenaicas, aragonesas y catalanas. Es probable que en esta expedición acudieran templarios aragoneses, pero no hay constancia documental. 
Pedro II regresó de la batalla de las Navas como gran vencedor. El aumento de su fama hizo que sus vasallos del Midi francés imploraran con más fuerza su presencia ante la masacre que estaban realizando los cruzados al mando de Simón de Montfort.  Esta situación colocó a los templarios aragoneses entre la espada y la pared: por un lado la lealtad a su rey y por otro su voto de obediencia al Papa.
Los templarios no acompañaron a Pedro II a la defensa de sus vasallos del Midi. No obstante, tras la tragedia de Muret (1213) donde perdió la vida, acogieron a su heredero Jaime I tras negociar con el Papa. Este fue instruido por los templarios en el castillo de Monzón. De esta manera se truncaba la posibilidad de lograr la consolidación de los territorios ultrapirenaicos de la Corona de Aragón.

## El reinado de Jaime I

### La conquista de Mallorca
Jaime  I fue educado hasta los 9 años en el castillo templario de Monzón, como si de un caballero templario se tratase. A esta edad se vieron obligados a dejarle marchar dada la delicada situación del reino. 
Una vez acabada su minoría de edad, les presentó a sus súbditos el proyecto de la conquista de Mallorca. Los templarios apoyaron al rey y se embarcaron junto con él a la conquista de la isla. Al parecer los templarios no aportaron un gran contingente de hombres (en torno a un centenar según Forey), pero su forma de combatir y la organización en el campo de batalla les hacían temibles. Esto no impidió que el mismo Jaime I estimara «su excelente organización militar, la rapidez de sus movimientos y la facilidad con que saben prevenir cualquier ataque, como si fueran capaces de leer el aire u oler al enemigo que todavía no es visto por los demás. Pueden ser pocos, pero valen por muchos…» (Barceló, 1998). Se puede afirmar que dicha orden era la mejor tropa que Jaime I poseía en todo su reino.
Según el filólogo Rafael Alarcón Herrera, desde el inicio de la aventura se encuentran presentes los valores espirituales de los templarios, pues dicha orden, había incluido ya en 1129 a las Baleares en su lista de territorios a conquistar un año antes de su reconocimiento, en el concilio de Troyes, por lo que durante la cena, al parecer, aludieron al monarca que la invasión era «voluntad de Dios»; hecho que pudo haber animado al joven rey, dada la relación con su nacimiento y educación en dicha casa. De hecho, buena parte de la conquista fue planeada y ejecutada por los templarios. 
El rey les recompensó, agradecido por sus servicios, con importantes posesiones en Mallorca, entre las que destaca el castillo de la Almudaina, el barrio judío, más de la tercera parte de la ciudad y la concesión de un puerto exclusivo en la misma para la orden.

### La conquista de Valencia
Una vez conquistada Mallorca y contentados los intereses catalanes (pues las cortes catalanas de 1228 habían organizado la conquista de Mallorca en respuesta a sus intereses comerciales amenazados por la piratería mallorquina), dirigió su vista hacia el reino moro de Valencia según las propuestas de los aragoneses (pues las Cortes aragonesas mostraban en cambio su interés en asegurar su frontera sur y propusieron en las Cortes Generales de 1232 la campaña de Valencia). En 1231, el rey se reunió en Alcañiz con Blasco de Alagón y las órdenes religiosas que habían proseguido por su cuenta la lucha de frontera en el Maestrazgo mientras las fuerzas reales y la hueste levantada en 1228 se centraban en Mallorca. Para 1233 y de forma independiente, el noble aragonés Blasco de Alagón rompió el sistema defensivo musulmán al tomar Morella. La caída de la fortaleza hacía plausible tomar Valencia pese a las reivindicaciones de Castilla y la tibia recepción que tenía el proyecto entre los catalanes que hasta fechas tan tardías como 1235 priorizaron Ibiza y Menorca.
La conquista de Valencia, fue en cambio apoyada por el mismo papa Gregorio IX concediendo en 1237 bula de cruzada con remisión de los pecados a los combatientes  y atrayendo el interés de cruzados y órdenes militares. Los templarios, una de las principales fuerzas en la Corona, tenían un interés claro en continuar las guerra santa contra los musulmanes y bases en las cercanías como Cantavieja. Asimismo, el rey, enfrentado al arzobispo de Zaragoza Sancho de Ahonés por motivos nobiliarios, tuvo en la campaña de Valencia una buena ocasión de recuperar el favor de la Iglesia.
La expedición finalizó con la capitulación de Valencia a las tropas del rey Jaime I el 9 de octubre de 1238 con importante participación templaria. De nuevo el monarca les recompensó generosamente, pasando a ocupar un puesto destacado en el nuevo reino cristiano de Valencia que instauró Jaime I, administrando el tesoro del reino.
Jaime I mantuvo unas excelentes relaciones con los templarios a lo largo del resto su reinado, que incluyó diversas luchas con los moriscos que quedaban en el reino valenciano y campañas en las nuevas fronteras al sur. Estos le apoyaron incluso en la campaña contra el reino de Murcia, dirigida por Pere de Queralt, Mariscal del Temple en Aragón.
Acabada la reconquista en la Corona de Aragón, los templarios se ocuparon de defender las nuevas fronteras expuestas continuamente a los ataques granadinos. No obstante, en los años siguientes prestaron otros importantes servicios a la Corona.

## Últimos años y caída de la Orden del Temple en la corona de Aragón
Pedro III, hijo de Jaime I, sucedió a su padre en 1276. La conquista de Sicilia (1282), feudo de la Santa Sede, provocó la excomunión del mismo, la puesta en entredicho de sus reinos y la cesión de estos a la Corona de Francia. Los templarios, de nuevo, se veían ante una difícil situación: la obediencia al Papa o la fidelidad a la Corona de Aragón, que tan generosa había sido con ellos. Oficialmente no se opusieron a la voluntad papal, pero sirvieron fielmente a Pedro III. Dirigidos por Berenguer de Sanjust (Comendador de Miravet), los templarios catalanes y aragoneses protegieron el reino contra los invasores junto al ejército de Pedro III, a pesar de que estos venían contra la Corona Aragonesa en nombre del mismo Papa.
Tras la acción relámpago del estado francés (octubre de 1307) contra los templarios y las confesiones bajo tortura de sus miembros detenidos por delitos como: ritos idolátricos, sodomía y prácticas blasfemas, el papa Clemente V ordenó a los príncipes cristianos el arresto de todos los miembros de la Orden del Temple.
En principio, Jaime II, rey de Aragón desde 1291, se negó a las pretensiones del monarca francés "Han sido siempre fieles a nuestro servicio reprimiendo a los infieles.” No obstante, cambió al poco de postura iniciando el proceso contra los templarios en la Corona de Aragón. Algunos castillos como el de Peñíscola se rindieron sin apenas resistencia. Otros, sin embargo, se apresuraron a tomar las armas para defender su inocencia.
La fortaleza de Cantavieja resistió el asedio de las tropas reales desde enero hasta agosto de 1308, solicitando finalmente el indulto de los sesenta defensores de la misma. Castellote, el castillo de Villel, la Alfambra y Miravet, que capituló en diciembre, fueron cayendo ante el ejército real. Tan sólo quedaba Monzón, donde la situación de su castillo le confería un carácter inexpugnable. El 24 de mayo de 1309 se rendía el castillo de Monzón tras haber agotado sus defensores sus fuerzas.
Las crónicas de los Jueces de Teruel nos informan de estos hechos:
- En esti año fue destruido el Temple et el Papa Juan XXII dio la sentencia en Viana et fizieron estrado et vestidos de duelo porque destruian tan alta orden et fueron vestidos de maregas; aquel año fueron sobre Villel et todos los otros lugares de los templeros destruidos et cercados. (versión AHT, la más tardía).

El 22 de mayo de 1312, el papa Clemente V decretó la abolición de la Orden del Temple. Poco después reconoció la posibilidad de juzgar a los consejos provinciales de la Orden por separado, a excepción de Francia. 
Los templarios de la Corona de Aragón fueron encontrados inocentes el 7 de julio de 1312 en el Concilio de Tarragona. Sus posesiones pasaron a la Orden del Hospital, excepto las posesiones del Temple en Valencia, donde se creó la Orden de Santa María de Montesa con el objeto de defender la frontera del reino.